# Majid Majidi
Majid Majidi (Teerã, 17 de Abril de 1959) é um diretor de cinema, produtor e roteirista iraniano reconhecido internacionalmente.
Nasceu no Irã, filho de pais de classe média. Cresceu no Teerã e, com 14 anos, começou a atuar em teatros amadores. Mais tarde estudou no Instituto de Artes Dramáticas, também no Teerã.
Em 1998, Majidi foi o único diretor a ser indicado para o prêmio da Academia para melhor filme em língua estrangeira, com o filme Filhos do Paraíso, de 1998. Entretanto ele perdeu o Oscar para o filme A Vida É Bela, de Roberto Benigni.
Majidi também dirigiu outros grandes filmes como Baran (2001) e O Pai (1996).

## Filmografia
| Ano  | Título                    |
| 2008 | Avaze gonjeshk-ha         |
| 2005 | Beed-e majnoon            |
| 2001 | Baran                     |
| 1999 | Rang-e Khoda              |
| 1997 | Bacheha-Ye aseman         |
| 1996 | Pedar                     |
| 1995 | Khoda miad                |
| 1993 | Akhareen abadeh           |
| 1992 | Baduk                     |
| 1989 | Yek rooz zendegi ba aseer |
| 1988 | Ruz-e emtehan             |
| 1984 | Hoodaj                    |
| 1981 | Enfejar                   |